# Sông Afrin
Sông Afrin (Tiếng Ả Rập: نهر عفرين Nahr Ifrīn; (Tiếng Kurdish: Rubara Efrin; tiếng Bắc Syria: Nahər ʻAfrīn; tiếng Thổ Nhĩ Kỳ: Afrin Çayı) là một nhánh của sông Orontes ở Thổ Nhĩ Kỳ. Nó bắt nguồn từ dãy núi Kartal ở tỉnh Gaziantep, Thổ Nhĩ Kỳ sau đó chảy về phía Nam qua thành phố Afrin ở Syria, sau đó quay trở lại Thổ Nhĩ Kỳ. Nó nhập vào sông Karasu sau đó đổ tiếp vào sông Orontes bởi một con kênh.
Tổng chiều dài của dòng sông là 131 km, trong đó 54 km chảy ở qua Syria. Khoảng 250.000.000 mét khối là lưu lượng của con sông hàng năm ở tỉnh Hatay, Thổ Nhĩ Kỳ, còn ở Syria là 60.000.000 mét khối. Ở khúc sông chảy qua phía Bắc thành phố Afrin có đập Afrin
Sông Afrin được người Assyria gọi là Apre, Oinopara trong thời đại Seleucid và Ufrenus trong thời kỳ La Mã. Abu'l-Fida từng gọi nó là Nahr Ifrîn.

## Tham Khảo
1. ↑  Antakya Chamber of Commerce: Geographical location Lưu trữ ngày 8 tháng 10 năm 2010 tại Wayback Machine
2. ↑  Google Books: Apre Afrin river. Accessed on 30 July 2016
3. ↑  "7: Orontes River Basin" (PDF), Inventory of Shared Water Resources in Western Asia, Beirut: UN-ESCWA and BGR (United Nations Economic and Social Commission for Western Asia; Bundesanstalt für Geowissenschaften und Rohstoffe), 2013, truy cập ngày 22 tháng 3 năm 2017
4. ↑  Guy Le Strange, Palestine Under the Moslems: A Description of Syria and the Holy Land from A. D. 650 To 1500  (1890), p. 60.